# Glory Alozie
Glory Alozie Oluchi (Amator, 30 dicembre 1977) è un'ex ostacolista e velocista nigeriana naturalizzata spagnola, medaglia d'argento nei 100 metri ostacoli ai Giochi olimpici di Sydney 2000 e campionessa europea della stessa distanza a Monaco di Baviera nel 2002.

## Record nazionali

### Seniores
Record nazionali nigeriani
- 50 metri ostacoli indoor: 6"76 ( Liévin, 25 febbraio 2001)
- 60 metri ostacoli indoor: 7"82 ( Madrid, 16 febbraio 1999)
- 100 metri ostacoli: 12"44 ( Monaco, 8 agosto 1998 -  Bruxelles, 28 agosto 1998 -  Siviglia, 28 agosto 1999)

Record nazionali spagnoli
- 60 metri ostacoli indoor: 7"83 ( Birmingham, 15 marzo 2003)

## Palmarès
| Anno                            | Manifestazione          | Sede        | Evento      | Risultato  | Prestazione | Note                                     |
| ------------------------------- | ----------------------- | ----------- | ----------- | ---------- | ----------- | ---------------------------------------- |
| In rappresentanza della Nigeria |                         |             |             |            |             |                                          |
| 1996                            | Campionati africani     | Yaoundé     | 100 m hs    | Oro        | 13"62       |                                          |
| 1996                            | Mondiali juniores       | Sydney      | 100 m hs    | Argento    | 13"30       |                                          |
| 1998                            | Campionati africani     | Dakar       | 100 m hs    | Oro        | 12"77       | Record dei campionati                    |
| 1999                            | Mondiali indoor         | Maebashi    | 60 m hs     | Argento    | 7"87        |                                          |
| 1999                            | Mondiali                | Siviglia    | 100 m hs    | Argento    | 12"44       | Record africano                          |
| 2000                            | Campionati africani     | Algeri      | 100 m hs    | Oro        | 13"09       |                                          |
| 2000                            | Giochi olimpici         | Sydney      | 100 m hs    | Argento    | 12"68       |                                          |
| 2000                            | Giochi olimpici         | Sydney      | 4×100 m     | 7ª         | 44"05       |                                          |
| In rappresentanza della Spagna  |                         |             |             |            |             |                                          |
| 2002                            | Europei                 | Monaco      | 100 m piani | 4ª         | 11"32       |                                          |
| 2002                            | Europei                 | Monaco      | 100 m hs    | Oro        | 12"73       |                                          |
| 2003                            | Mondiali indoor         | Birmingham  | 60 m hs     | Argento    | 7"90        |                                          |
| 2003                            | Mondiali                | Saint-Denis | 100 m hs    | 4ª         | 12"75       |                                          |
| 2004                            | Mondiali indoor         | Budapest    | 60 m hs     | Batteria   | 8"08        |                                          |
| 2004                            | Giochi olimpici         | Atene       | 100 m hs    | Semifinale | 12"62       |                                          |
| 2005                            | Mondiali                | Helsinki    | 100 m hs    | Semifinale | 13"05       |                                          |
| 2006                            | Mondiali indoor         | Mosca       | 60 m hs     | Argento    | 7"86        | Miglior prestazione personale stagionale |
| 2006                            | Europei                 | Göteborg    | 100 m hs    | 4ª         | 12"86       |                                          |
| 2008                            | Mondiali indoor         | Valencia    | 60 m hs     | Batteria   | 8"19        | Miglior prestazione personale stagionale |
| 2009                            | Europei indoor          | Torino      | 60 m hs     | Semifinale | 8"21        |                                          |
| 2009                            | Giochi del Mediterraneo | Pescara     | 100 m hs    | 4ª         | 13"42       |                                          |

## Altre competizioni internazionali
1998
- Bronzo alla Grand Prix Final ( Mosca), 100 m hs - 12"72
- Oro in Coppa del mondo ( Johannesburg), 100 m hs - 12"58

2000
- Argento alla Grand Prix Final ( Doha), 100 m hs - 12"94

2002
- 4ª alla Grand Prix Final ( Parigi), 100 m hs - 12"65
- 4ª in Coppa del mondo ( Madrid), 100 m piani - 11"28
- Bronzo in Coppa del mondo ( Madrid), 100 m hs - 12"95

2003
- Bronzo in Coppa Europa ( Firenze), 100 m piani - 11"29
- Oro in Coppa Europa ( Firenze), 100 m hs - 12"86
- Argento alla World Athletics Final ( Monaco), 100 m hs - 12"66

2004
- 4ª alla World Athletics Final ( Monaco), 100 m hs - 12"69

2005
- 5ª alla World Athletics Final ( Monaco), 100 m hs - 12"76

2006
- 4ª in Coppa Europa ( Malaga), 100 m piani - 11"40
- 5ª in Coppa Europa ( Malaga), 100 m hs - 13"04

2009
- 6ª agli Europei a squadre ( Leiria), 100 m hs - 13"40